# Souleymane Diamoutene
Souleymane Diamoutene (ur. 30 stycznia 1983 w Sikasso) – malijski piłkarz grający na pozycji środkowego obrońcy.

## Kariera klubowa
Diamoutene urodził się w malijskim mieście Sikasso, a piłkarską karierę rozpoczął klubie Djoliba AC. W 1999 roku wyemigrował do Włoch. Jego pierwszym klubem na Półwyspie Apenińskim było Udinese Calcio, gdzie terminował w juniorach. Następnie odszedł do A.S. Lucchese-Libertas. W sezonie 2001/2002 zadebiutował w pierwszym zespole w rozgrywkach Serie C1. W sezonie 2002/2003 był już podstawowym zawodnikiem zespołu, a latem 2003 przeszedł do pierwszoligowej Perugii. W Serie A zadebiutował 31 sierpnia w zremisowanym 2:2 spotkaniu ze Sieną. W Perugii był graczem wyjściowej jedenastki, ale drużyna ta spadła do Serie B. W 2004 roku Souleymane został piłkarzem US Lecce. W sezonie 2004/2005 pomógł w utrzymaniu w lidze, ale w sezonie 2005/2006 Lecce opuściło Serie A i od tego czasu Diamoutene występował w drugiej lidze Włoch. W sezonie 2007/2008 wywalczył awans do Serie B, a 31 stycznia 2009 został wypożyczony do AS Roma. 29 sierpnia 2009 na tej samej zasadzie przeszedł do AS Bari. W 2010 wrócił do Lecce, a 2011 roku wypożyczono go do Pescary Calcio. W 2012 roku przeszedł do Lewskiego Sofia. Następnie grał w: Lupa Roma, Fidelis Andria i ponownie Pescarze. W 2016 przeszedł do maltańskiego klubu Gżira United.
| Sezon   | Klub                   | Kraj     | Rozgrywki      | Mecze | Bramki |
| ------- | ---------------------- | -------- | -------------- | ----- | ------ |
| 2001/02 | A.S. Lucchese-Libertas | Włochy   | Serie C1       | 2     | 0      |
| 2002/03 | A.S. Lucchese-Libertas | Włochy   | Serie C1       | 25    | 0      |
| 2003/04 | Perugia Calcio         | Włochy   | Serie A        | 24    | 0      |
| 2004/05 | US Lecce               | Włochy   | Serie A        | 33    | 1      |
| 2005/06 | US Lecce               | Włochy   | Serie A        | 33    | 0      |
| 2006/07 | US Lecce               | Włochy   | Serie B        | 37    | 3      |
| 2007/08 | US Lecce               | Włochy   | Serie B        | 31    | 2      |
| 2008/09 | US Lecce               | Włochy   | Serie A        | 8     | 0      |
| 2008/09 | AS Roma                | Włochy   | Serie A        | 4     | 0      |
| 2009/10 | AS Bari                | Włochy   | Serie A        | 3     | 0      |
| 2010/11 | US Lecce               | Włochy   | Serie A        | 2     | 1      |
| 2010/11 | Pescara Calcio         | Włochy   | Serie B        | 13    | 1      |
| 2011/12 | Lewski Sofia           | Bułgaria | A PFG          | 15    | 1      |
| 2013/14 | Lupa Roma              | Włochy   | Serie D        | 13    | 1      |
| 2014/15 | Fidelis Andria         | Włochy   | Serie D        | 7     | 0      |
| 2015/16 | Pescara Calcio         | Włochy   | Serie B        | 1     | 0      |
| 2016/17 | Gżira United           | Malta    | Premier League | 27    | 1      |
| 2017/18 | Gżira United           | Malta    | Premier League | 9     | 0      |

## Kariera reprezentacyjna
W reprezentacji Mali Diamoutene zadebiutował w 2003 roku. W 2004 roku został powołany do kadry na Puchar Narodów Afryki 2004. Malijczycy pod wodzą Henriego Stamboulego zajęli 4. miejsce. W 2008 roku znalazł się w drużynie na Puchar Narodów Afryki 2008, a w 2010 roku - na Puchar Narodów Afryki 2010.